# Robert H. Starr
Robert H. Starr (* 6. Februar 1924; † 15. Juni 2009 in Maricopa, Arizona, Vereinigte Staaten) war der Entwickler, Erbauer und Pilot des kleinsten pilotierten Flugzeugs der Welt, der Starr Bumble Bee II. Das Guinness-Buch der Rekorde verlieh The Bumble Bee 1985 den offiziellen Weltrekordtitel.

## Leben
Nach seinem Militärdienst flog er P-51, 44 und F-86 in der California Air National Guard und verbrachte ein Jahr im aktiven Dienst bei der Air Defense vor der südkalifornischen Küste.
1950 war Starr der erste Testpilot der kleinsten Flugzeugrekordhalter der Welt, Sky Baby und JR. Die Partnerschaft für das Sky-Baby-Projekt endete, aber er wusste, dass er ein kleineres, stabileres Flugzeug bauen konnte. 1980 entwarf und baute er im Alter von 60 Jahren die Bumble Bee I, die er am 28. Januar 1984 flog. Er nahm Änderungen an seinem Design vor und baute dann im folgenden Jahr die Bumble Bee II. Er flog diese am 8. Mai 1988 und brach seinen bisherigen Rekord. Während eines der folgenden Flüge der Bumble Bee II fiel der Motor bei Gegenwind aus. Starr erlitt infolge der Notlandung schwere Verletzungen. Er erholte sich jedoch und die Bumble Bee II wurde einer Privatsammlung gespendet. Das Weltrekordflugzeug Bumble Bee I ist permanent im Pima Air & Space Museum in Tucson, Arizona, ausgestellt.
Im zivilen Leben hatte er an den meisten der größten Flugshows in den Vereinigten Staaten teilgenommen und war im Laufe der Jahre auch Testpilot für Versuchsflugzeuge.